# Kinderheilstätte Schloss Friedenweiler

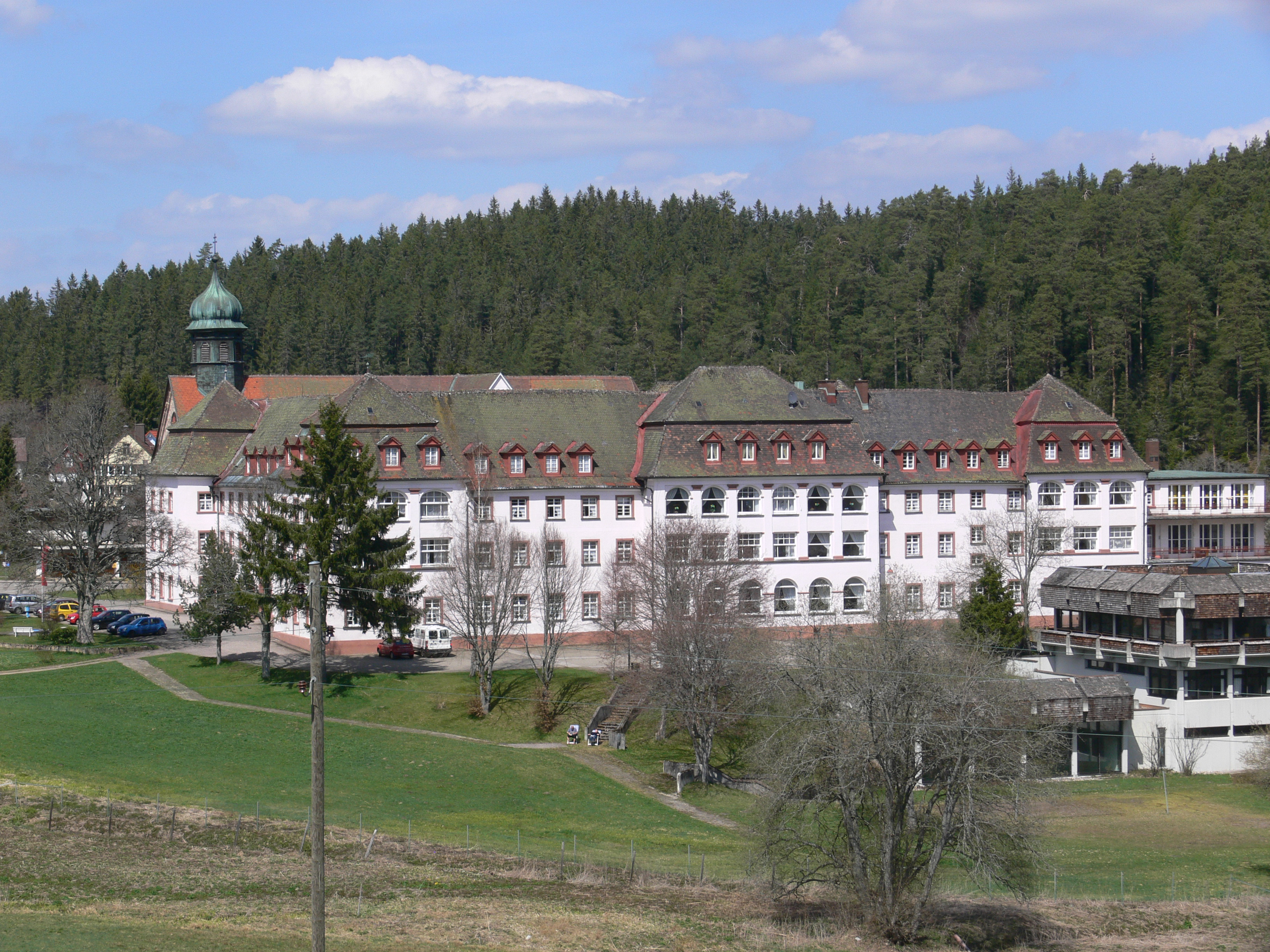
Ehemalige Kinderheilstätte Schloss Friedenweiler

Die Kinderheilstätte Schloss Friedenweiler war von 1922 bis 1983 Kinderheilstätte und Erholungsheim in Friedenweiler bei Neustadt (Schwarzwald) im Schloss Friedenweiler, dem ehemaligen Konventstrakt des Klosters Friedenweiler. 

## Geschichte
Die hohe Inzidenz der Tuberkulose bei Kindern unmittelbar nach dem Ersten Weltkrieg bewog die Fürstin von Fürstenberg, das in ihrem Besitz befindliche säkularisierte Kloster Friedenweiler 1922 dem Caritasverband Mannheim für eine Kinderheilstätte zur Verfügung zu stellen. Aufgrund der Höhenlage mit 904 m über dem Meeresspiegel und der ländlichen Lage entsprach das Terrain den damaligen Vorstellungen der Tuberkulosetherapie. Die wichtigsten Therapiemöglichkeiten in der Gründungszeit waren eine energiereiche Ernährungstherapie, Heliotherapie und Liegekuren in der Höhenlage. Der 1922 eingetretene Anstaltsgeistliche Ferdinand Klotz (1891–1973) übernahm im gleichen Jahr bis zu seiner Zurruhesetzung 1971 die Leitung als Rektor. Die ärztliche Leitung übernahm ab 1932 Dr. Martin Glaser.
Das Quadrum des Klosters wurde mit hohem Aufwand zwischen 1927 und 1930 umgebaut. Die Kinderheilstätte erhielt eine Zentralheizung und fließendes Wasser. Die ärztliche Station wurde mit einer Röntgenabteilung, einem Labor und einer Gymnastikabteilung ausgestattet. Wesentlicher Bestandteil des Konzepts waren loggienartig eingerichtete Schlafzimmer mit speziellen großformatigen versenkbaren Schiebefenstern. Bei guter Wetterlage eröffnete sich das Alpenpanorama mit Blick bis zum Säntis.
Zur Behandlung der Knochentuberkulose wurde eine orthopädische Abteilung eingerichtet, die bis 1972 bestand. Die Einrichtung verfügte über 260 Betten, die ganzjährig belegt wurden. Die Kinderheilstätte überstand die Zeit im und nach dem Zweiten Weltkrieg unbeschadet, dank ihrer abgelegenen Lage und intensiver Unterstützung durch die französische Besatzungsmacht. Sie beherbergte in der Kriegszeit bevorzugt, aber nicht ausschließlich, Kinder aus der exponierten Industriestadt Mannheim. Nach dem Krieg ging die Trägerschaft auf den Caritasverband der Erzdiözese Freiburg über.
Mit Einzug der Chemotherapie und effizienter Therapiekombinationen verlor sich die Klientel ab der Mitte der 1960er Jahre. Die Nutzung der freigewordenen Kapazitäten zur Kindererholung und zu Kinderfreizeiten konnte die Einrichtung nur mittelfristig erhalten. 1975 erfolgte eine letzte bauliche Erweiterung. 1983 wurde die Heilstätte geschlossen. Seit einem erneuten 1989 abgeschlossenen Umbau wird Schloss Friedenweiler als Alten- und Pflegeheim genutzt.